# Campeonato Europeo de Pentatlón Moderno
El Campeonato Europeo de Pentatlón Moderno es la máxima competición de pentatlón moderno a nivel europeo. Se efectúa desde 1987 bajo la organización de la Unión Internacional de Pentatlón Moderno (UIPM). Actualmente se realiza cada año. 
Hasta el año 2000 se realizaba separadamente el torneo femenino del masculino.

## Ediciones
| Núm.   | Año  | Sede M                                | Sede F                                |
| ------ | ---- | ------------------------------------- | ------------------------------------- |
| I      | 1987 | Berlín Occidental ( RFA)              | —                                     |
| II     | 1989 | Umeå ( Finlandia)                     | Módena ( Italia)                      |
| III    | 1991 | Roma ( Italia)                        | Sofía ( Bulgaria)                     |
| IV     | 1993 | Sofía ( Bulgaria)                     | Győr ( Hungría)                       |
| V      | 1995 | San Benedetto ( Italia)               | Berlín ( Alemania)                    |
| VI     | 1997 | Székesfehérvár ( Hungría)             | Moscú ( Rusia)                        |
| VII    | 1998 | Upsala ( Suecia)                      | Varsovia ( Polonia)                   |
| VIII   | 1999 | Drzonków ( Polonia)                   | Tampere ( Finlandia)                  |
| IX     | 2000 | Székesfehérvár ( Hungría)             | Székesfehérvár ( Hungría)             |
| X      | 2001 | Sofía ( Bulgaria)                     | Sofía ( Bulgaria)                     |
| XI     | 2002 | Ústí nad Labem ( República Checa)     | Ústí nad Labem ( República Checa)     |
| XII    | 2003 | Ústí nad Labem ( República Checa)     | Ústí nad Labem ( República Checa)     |
| XIII   | 2004 | Albena ( Bulgaria)                    | Albena ( Bulgaria)                    |
| XIV    | 2005 | Montepulciano ( Italia)               | Montepulciano ( Italia)               |
| XV     | 2006 | Budapest ( Hungría)                   | Budapest ( Hungría)                   |
| XVI    | 2007 | Riga ( Letonia)                       | Riga ( Letonia)                       |
| XVII   | 2008 | Moscú ( Rusia)                        | Moscú ( Rusia)                        |
| XVIII  | 2009 | Leipzig ( Alemania)                   | Leipzig ( Alemania)                   |
| XIX    | 2010 | Debrecen ( Hungría)                   | Debrecen ( Hungría)                   |
| XX     | 2011 | Medway ( Reino Unido)                 | Medway ( Reino Unido)                 |
| XXI    | 2012 | Sofía ( Bulgaria)                     | Sofía ( Bulgaria)                     |
| XXII   | 2013 | Drzonów ( Polonia)                    | Drzonów ( Polonia)                    |
| XXIII  | 2014 | Székesfehérvár ( Hungría)             | Székesfehérvár ( Hungría)             |
| XXIV   | 2015 | Bath ( Reino Unido)                   | Bath ( Reino Unido)                   |
| XXV    | 2016 | Sofía ( Bulgaria)                     | Sofía ( Bulgaria)                     |
| XXVI   | 2017 | Minsk ( Bielorrusia)                  | Minsk ( Bielorrusia)                  |
| XXVII  | 2018 | Székesfehérvár ( Hungría)             | Székesfehérvár ( Hungría)             |
| XXVIII | 2019 | Bath ( Reino Unido)                   | Bath ( Reino Unido)                   |
| XXIX   | 2020 | Székesfehérvár (cancelado) ( Hungría) | Székesfehérvár (cancelado) ( Hungría) |
| XXX    | 2021 | Nizhni Nóvgorod ( Rusia)              | Nizhni Nóvgorod ( Rusia)              |
| XXXI   | 2022 | Székesfehérvár ( Hungría)             | Székesfehérvár ( Hungría)             |
| —      | 2023 | —                                     | —                                     |
| XXXII  | 2024 | Budapest ( Hungría)                   | Budapest ( Hungría)                   |
| XXXIII | 2025 | Madrid ( España)                      | Madrid ( España)                      |

1. ↑  No realizado debido a los Juegos Europeos.